# Cocineros Bolivianos
Cocineros bolivianos es un programa de cocina e interés general. Es emitido por Red Uno.

## Concepto
En el programa se presentan recetas típicas de la gastronomía boliviana, notas sobre los hábitos alimentarios de todas las regiones del país y diferentes técnicas para la elaboración de platos. Basado en el exitoso programa de Argentina, Cocineros argentinos.